# Petr Čaadajev

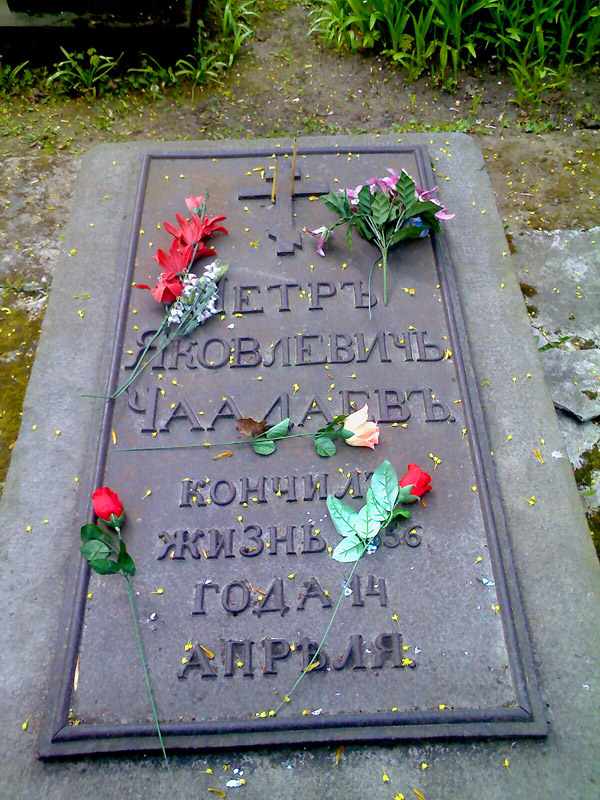
Čaadajevův hrob v Moskvě

Petr Jakovlevič Čaadajev (rusky Пётр Я́ковлевич Чаада́ев; 27. květnajul./ 7. června 1794greg. Moskva – 14. dubnajul./ 26. dubna 1856greg., tamtéž) byl ruský křesťanský filozof a politický myslitel, ostrý kritik ruské společnosti a autor Filosofických listů. Velkou pozornost mu věnoval T. G. Masaryk.

## Život
Narodil se ve staré a vzdělané šlechtické rodině jako vnuk historika M. M. Ščerbatova, ale brzy osiřel. Společně s mladším bratrem vyrůstali v domě strýce, knížete D. M. Ščerbatova, kde se jim dostalo vynikajícího vzdělání. V letech 1807–1811 studoval na Moskevské univerzitě, kde se spřátelil s A. S. Puškinem, který mu věnoval několik básní, s A. S. Gribojedovem a dalšími. Studia však nedokončil a roku 1812 vstoupil do armády, bojoval v bitvě u Borodina, účastnil se v bitvy u Chlumce, kde bojoval v útoku na bodák, v tažení prošel až do Paříže a byl několikrát vyznamenán. Obdržel Řád svaté Anny a Chlumecký kříž. Roku 1814 vstoupil v Krakově do zednářské lóže, z níž roku 1823 vystoupil. Roku 1817 se stal pobočníkem velitele gardového pluku v Carském Selu, u jehož jedné roty vypukla roku 1820 vzpoura. Velitel vyslal Čaadajeva, protože u této roty dříve sloužil, aby celou věc vysvětlil carovi, který byl právě v Opavě. S carem Alexandrem I. měl Čaadajev více než hodinový rozhovor, v následujícím roce byli vzbouřenci potrestáni a Čaadajev nečekaně požádal o propuštění ze služby. V dopise vysvětlil, že nemohl sloužit v armádě, kde se tak tvrdě jedná s lidmi. Současně vstoupil do tajného „Severního spolku“ budoucích děkabristů, jejich činnosti se však neúčastnil.
Ve společnosti byl Čaadajev velice známá a obdivovaná osoba, jak pro své vystupování, tak pro osobní laskavost a jakousi mravní a duchovní sílu, která z něho vyzařovala. Roku 1823 se mu zhoršilo zdraví, rozdělil si majetek s bratrem a vydal se na cesty po Evropě. Navštívil Anglii, Francii, Švýcarsko, Itálii a Německo. Zajímali ho francouzští romantici a největší dojem na něho udělal papežský Řím. Trvale ho ovlivnilo setkání s německými filosofy, zejména se Schellingem a Baaderem, s nimiž si pak dlouho dopisoval. Roku 1825 se v Karlových Varech setkal s velkoknížetem Konstantinem Pavlovičem, očekávaným následníkem trůnu, a roku 1826 se nečekaně vrátil do Ruska.
Hned na hranicích byl zatčen a vyslýchán pro podezření z účasti na děkabristickém povstání, ale po několika týdnech byl na zásah cara propuštěn. Policie ho však trvale sledovala. Pobýval hlavně na vesnici, kde žil jako samotář, hodně četl a v letech 1827–1831 napsal Filosofické listy. Od roku 1831 se zase začal objevovat ve společnosti a jeho rukopisy kolovaly mezi vzdělanci. Roku 1836 otiskl časopis Teleskop první z jeho „Listů“, který způsobil společenské zemětřesení. Časopis byl zakázán, vydavatel poslán do vyhnanství a cenzor propuštěn. Čaadajev byl úředně prohlášen za šílence, žil v domácím vězení a pod trvalým dohledem, napsal však odpověď Apologie bláznova, která ovšem nesměla vyjít. O rok později byl dozor zmírněn pod podmínkou, že nebude nic psát.
Zúčastňoval se pak mnoha politických i filosofických diskusí, zdrtila ho však Krymská válka, která Rusko postavila proti Západu, takže prý uvažoval o sebevraždě. Zemřel ve věku 61 let na zápal plic a byl pochován na hřbitově Donského kláštera v Moskvě.

## Dílo a vliv
Čaadajevovo literární dílo je – v důsledku nepříznivých okolností – skrovné, mělo však nesmírný vliv, nejen pro ruské myšlení. Jak si všiml Osip Mandelštam, byl Čaadajev jedním z mála ruských vzdělanců, kteří se se západní Evropou důkladně seznámili a vrátili se do Ruska: z mladých šlechticů, které panovníci vysílali na zkušenou do Evropy, se nevrátil téměř nikdo. Čaadajevovo myšlení je v linii německého idealismu, s vysokým hodnocením řádu, a zároveň také dobového romantismu, včetně exaltovaného náboženství.
Z osmi Filosofických listů, napsaných francouzsky a adresovaných K. D. Panovové, byl publikován pouze první, který ruskou společnost nelítostně kritizuje. Vyjadřuje zármutek z hluboké kulturní a duchovní propasti mezi Ruskem a Evropou. Obdivuje kulturní a civilizační vliv křesťanství na západní kultury a společnosti, který podle něho v Rusku zcela chybí. Rusko se „oddělilo od celosvětového vzdělávacího úsilí lidstva“ a ocitlo v izolaci.
Z bouře polemik vznikly dva myšlenkové proudy: s Čaadajevovou kritikou souhlasili liberální a často i revoluční „západníci“, kdežto v opozici se zformoval proud „slavjanofilů“, který naopak zdůrazňoval jedinečnost a zvláštní poslání Ruska. Když však roku 1935 vyšly i ostatní dopisy, ukázalo se, že v dialektice Čaadajevova myšlení jsou zastoupena obě stanoviska, přičemž důraz na jedinečné poslání Ruska v pozdějších listech spíš převládá. Tím si lze vysvětlit, s jakou úctou o něm psal například Alexej Chomjakov, i když se pokládal za oponenta.
Dějiny chápal Čaadajev podobně jako německý idealismus, jako časový celek, který má smysl, a úkolem filosofie je tento smysl sledovat. Na západní, zejména katolické církvi obdivoval, jak křesťanskou myšlenku dokázala vtělit do společenské skutečnosti. Z myšlenky řádu vznikl občanský stát, myšlenka spravedlnosti se vtělila do podoby práva a myšlenku lásky pomohlo křesťanství uskutečňovat pozvolným rušením otroctví a zlepšováním sociálního postavení chudých. Katolická církev s papežem byla pro něho viditelným znamením jednoty lidstva.
Na jiných místech však Čaadajev Západ také kritizuje za „politické náboženství“, duchovní vyprázdněnost, individualismus a materialismus. Zde vidí jedinečnou příležitost a úlohu Ruska, které se těmito neduhy nenakazilo a mohlo by se stát „učitelem lidstva“. Čaadajevovo působení – ústní i písemné – tak stálo u zrodu obou proudů, které určují ruské politické myšlení až dosud: loajálního a autoritativního slavjanofilství i liberálnějšího západnictví.

## České překlady
- P. J. Čaadajev, Filosofické listy – Apologie bláznova. Praha: Odeon 1989